# Heinrich Ludolph Wendland
Pour les articles homonymes, voir Wendland.
Heinrich Ludolph Wendland est un botaniste prussien, né le 29 avril 1791 et mort le 15 juillet 1869 à Teplitz.

## Biographie
Son père, Johann Christoph Wendland (1755-1828), a fait paraître plusieurs ouvrages de botanique dont Botanische Beobachtungen nebst einigen neuen Gattungen und Arten. Heinrich Wendland devient jardinier aux jardins royaux de Herrenhausen près de Hanovre. En 1820, il fait paraître Commentatio de Acacias aphyllii où il décrit plusieurs nouvelles espèces d’Acacia dont Acacia browniana (en), Acacia cochlearis (en), Acacia saligna et Acacia willdenowiana (en).